# Jean Gabus
Jean Gabus, né le 16 octobre 1908 au Locle et mort le 25 octobre 1992 à Neuchâtel, est un écrivain, ethnologue et muséologue suisse.

## Biographie
Spécialiste de l'Afrique et du Sahara, il étudie également les Lapons et les Inuits Caribou (en). Avec Ramuz et une quarantaine d'autres écrivains, il est l'un des membres fondateurs, en 1944,  de l'Association vaudoise des écrivains. Il est également directeur du Musée d'ethnographie de Neuchâtel et de l'Institut d'ethnologie de Neuchâtel ainsi que professeur à l'Université de Neuchâtel. C'est lui qui développa le concept d'"objet témoin", montrant qu'un objet peut rendre compte de la vie de la société dont il a été extrait.

## Décorations
- Chevalier de l'ordre du Mérite saharien (1960)[2]

## Œuvres
- Iglous, vie des Esquimaux-Caribou  Neufchâtel, V. Attinger, in-12, 259 p.
- Sous les tentes Lapones, Neuchâtel, V. Attinger, 1936, 154 p. (OCLC 43337623)
- Touctou chez les hommes qui vivent loin du sel, Victor Attinger, 1943, cinq cartes, des dessins dans le texte et huit illustrations hors-texte de l'auteur.
- L'Afrique aux trois visages, Lausanne : F. Rouge, 1944, 261 p.
- Vies et coutumes des esquimaux-Caribou, Payot, 1944, 214 p.
- Milouka l'Esquimau, Lausanne : Éditions Héliographia, 1945, 167 p.
- Initiation au désert, Lausanne, F. Rouge & Cie, 1954. Réédition:  Neuchâtel. L'âge d'homme, 1993. Illustré par Hans Erni.  (ISBN 978 2825 103524).
- Au Sahara, les Hommes et leurs outils, Neufchâtel : à la Baconnière, 1954, in-4°, 111 p.
- Les Fresques de Hans, ou la Part du peintre en ethnographie, Neuchâtel: la Baconnière, 1955, in-4°, 43 p.
- Agpa, chasseur Esquimau, 1963, format 12 x 18 cm.
- 175 ans d'ethnographie à Neuchâtel, catalogue, 1967
- Art nègre. Recherche de ses fonctions et dimensions., Neuchâtel, A la Baconnière, 1967 (OCLC 1178894)
- Guide du Musée d'ethnographie de Neuchâtel, catalogue, 1970, 202 p.
- Parures et bijoux dans le monde, Neuchâtel, Avanti Club, 1962 (OCLC 25884327)
- Oualata et Guelmaré des Nemadi, Neuchâtel, 1977, 122 p.
- Sahara, bijoux et techniques, Neuchâtel, 1982
- La Béroche, Neuchâtel, Éditions de la Baconnière, 1941 (OCLC 63580548)